# Carollia brevicauda
Carollia brevicauda is een vleermuis uit het geslacht Carollia die voorkomt van Oost-Panama tot Trinidad, Bolivia en Oost-Brazilië. De typelocatie is Rio do Esperito Santo in Brazilië.
De Midden-Amerikaanse populaties die tot 2002 tot C. brevicauda werden gerekend, worden nu tot C. sowelli gerekend (Baker et al., 2002).
Morfologisch is het moeilijk om C. brevicauda van C. sowelli te onderscheiden (de verschillen zijn dat de toppen van de rugharen van C. sowelli niet donker zijn en enkele craniale kenmerken), maar ze verschillen genetisch. De groep van deze twee soorten verschilt in de volgende kenmerken van andere soorten van het geslacht: een lange en dikke vacht, harige armen en een brede, donkere band die sterk contrasteert met de lichtere vacht daaromheen. Het karyotype is identiek aan dat van C. sowelli: 21 chromosomen en een FN van 36.
Deze soort heeft de volgende synoniemen:
- bicolor Wagner 1840 (typelocatie: Brazilië)
- grayi Waterhouse 1838 (typelocatie: Pernambuco, Brazilië)
- lanceolatum Gray 1843 (typelocatie: Zuid-Amerika) (nomen nudum)
- minor Gray 1866 (typelocatie: Bahia, Brazilië)